# Mariatrost
Mariatrost är stadsdistrikt nummer 11 i staden Graz i förbundslandet Steiermark i Österrike. I distriktet ligger basilikan Mariatrost.